# Přímořsko-gorskokotarská župa
Přímořsko-gorskokotarská župa (chorvatsky Primorsko-goranska županija) je jedna z žup Chorvatska. Nachází se na severozápadě území státu, z části v užším Chorvatsku a z části v Istrii a na Dalmácii. V dobách Rakouského císařství a Rakouska Uherska patřily ostrovy Rab, Sveti Grgur, Goli otok, Mali Logonj a Veli Logonj k Dalmácii, zatímco ostatní ostrovy k Istrii.

## Charakter župy
Župa hraničí na západě s Istrijskou župou, na severu se Slovinskem a na východě s Karlovackou a Licko-senjskou župou. Patří k ní Kvarnerský záliv a ostrovy Krk, Cres, Lošinj a Rab. Vnitrozemí jejího území se nachází ve vyšších nadmořských výškách, u pobřeží pak prudce klesá. Významnými hřebeny jsou Velika Kapela a Ćićarija u hranice s Istrijskou župou. Pobřeží moře i ostrovy jsou hustě osídlené, na rozdíl od vnitrozemí; hlavní město Rijeka je jedno z největších v Chorvatsku a zároveň i důležitá křižovatka silniční, železniční a námořní dopravy. Je spojena dálnicí i železnicí s hlavním městem Záhřebem, trajekty pak s všemi velkými městy na pobřeží Jaderského moře.

## Města
- Rijeka (hlavní)
- Bakar
- Cres
- Crikvenica
- Čabar
- Delnice
- Kastav
- Kraljevica
- Krk
- Mali Lošinj
- Novi Vinodolski
- Opatija
- Rab
- Vrbovsko